# Mass Effect: Ediția Legendară
Mass Effect: Ediția Legendară (engleză Mass Effect Legendary Edition) este o compilație a jocurilor video din trilogia Mass Effect: Mass Effect, Mass Effect 2 și Mass Effect 3. A fost dezvoltat de BioWare și publicat de Electronic Arts. Toate cele trei jocuri au fost remasterizate, cu îmbunătățiri vizuale, îmbunătățiri tehnice și ajustări ale gameplay-ului. Mass Effect, primul joc al trilogiei, a primit upgrade-uri mai extinse decât omologii săi, în special în ceea ce privește grafica, mecanica de luptă, manevrarea vehiculelor și timpii de încărcare.
Dezvoltarea Ediției Legendare a început în 2019 sub conducerea lui Mac Walters, care a fost anterior scriitor principal pentru Mass Effect 2 și Mass Effect 3. BioWare a decis să abordeze proiectul ca un remaster, spre deosebire de un remake, pentru a păstra experiența originală a trilogiei. Compilația a fost anunțată pe 7 noiembrie 2020 și lansată pe 14 mai 2021 pentru Microsoft Windows, Xbox One și PlayStation 4. Ediția Legendară a primit recenzii foarte pozitive de la publicațiile de jocuri video, care au lăudat experiența îmbunătățită a primului joc, pe lângă comoditatea și amploarea pachetului general. Criticile minore au vizat amploarea gameplay-ului și modificările vizuale în anumite privințe.

## Cuprins
Mass Effect: Ediția Legendară conține conținut de bază pentru un singur jucător din toate cele trei titluri din trilogia Mass Effect: Mass Effect (2007), Mass Effect 2 (2010) și Mass Effect 3 (2012). De asemenea, compilația include aproape tot conținutul descărcabil pentru un singur jucător (DLC) care a fost lansat inițial pentru fiecare joc, cum ar fi arme promoționale, armuri și pachete. Trilogia constă în jocuri de acțiune de rol în care jucătorul își asumă rolul comandantului Shepard, un soldat uman de elită care trebuie să unească comunitatea galactică împotriva unei rase de mașinării foarte avansate de nave stelare sintetice-organice cunoscute sub numele de Reapers (Secerători). Shepard este un personaj personalizabil al cărui sex, aspect, pregătire militară, antrenament de luptă și prenume sunt determinate de jucător. În timpul fiecărui joc, jucătorul face alegeri care pot influența povestea în diferite moduri, inclusiv consecințe care pot fi duse mai departe prin trilogie.
Toate cele trei titluri au fost remasterizate pentru Ediția Legendară, care include texturi actualizate, shadere, modele, efecte și caracteristici tehnice. Jocurile rulează, de asemenea, în rezoluții mai clare și cu cadre pe secundă mai mari decât omologii lor inițiali. Compilația permite jucătorilor să înceapă toate cele trei titluri dintr-un singur meniu și un creator universal de personaje care include opțiuni de personalizare pentru toate cele trei jocuri. Modelul implicit feminin al Comandantului Shepard din Mass Effect 3, care anterior nu era disponibil în versiunile anterioare, este acum utilizabil în întreaga trilogie. A doua și a treia intrare prezintă un joc similar cu versiunile lor originale, dar au primit unele ajustări, cum ar fi reechilibrarea sistemului „Galactic Readiness” din Mass Effect 3. De asemenea, nou pentru fiecare joc este un mod foto, care le permite jucătorilor să facă capturi de ecran reglabile în joc.
Primul Mass Effect a primit upgrade-uri mai extinse decât omologii săi. Jocul include actualizări vizuale suplimentare, cum ar fi adăugarea de efecte de fum și iluminare volumetrică la anumite niveluri și skybox-uri modificate. Lupta a fost actualizată în încercarea de a se simți mai în concordanță cu continuările, inclusiv asistență îmbunătățită pentru țintire, un buton dedicat pentru lupta corp la corp, arme reechilibrate și intelignță artificială îmbunătățită a inamicului și a echipelor. Mako, care este un vehicul de teren folosit în principal de jucător pentru traversare, a primit o creștere a vitezei și fizică actualizată. Explorarea din întreaga lume a fost, de asemenea, modificată, cum ar fi reducerea timpului petrecut în lifturi, ce sunt utilizate ca o modalitate de a ascunde ecranele de încărcare, care a fost un aspect criticat frecvent al jocului original.

## Dezvoltare
Mass Effect: Ediția Legendară a fost dezvoltat de BioWare și publicat de Electronic Arts. BioWare discutase anterior despre dezvoltarea unui remaster al trilogiei Mass Effect în 2014, dar nu a început lucrul la proiect decât după 2019. Au fost contractate mai multe studiouri de asistență pentru a ajuta la dezvoltare, inclusiv Abstraction Games și Blind Squirrel Games. Primul a ajutat la adaptarea fiecărui joc pentru console mai noi și a ajutat la optimizări și îmbunătățiri, mai ales în ceea ce privește grafica. Proiectul general a fost regizat de Mac Walters, care anterior a servit ca scenarist principal pentru Mass Effect 2 și Mass Effect 3.
La începutul procesului de dezvoltare, BioWare s-a consultat cu Epic Games pentru a determina fezabilitatea portării jocurilor din motorul lor original, Unreal Engine 3, la Unreal Engine 4. BioWare a stabilit în cele din urmă că ar fi fost prea mare cantitatea de muncă necesară pentru a face acest lucru și ar implica refacerea unor aspecte mari ale jocurilor, cum ar fi refacerea tuturor scenelor cinematografice. Ei au fost, de asemenea, îngrijorați că o revizuire de această amploare s-ar schimba fundamental și s-ar elimina din experiența inițială a trilogiei. Pe baza acestor constatări, BioWare a decis să păstreze jocurile pe motorul lor original și, de asemenea, să abordeze proiectul ca o remasterizare, în loc de un remake. Datorită naturii sale complicate și impactului potențial asupra cronologiei proiectului, BioWare a decis, de asemenea, că modul multiplayer Mass Effect 3 nu va fi inclus. Echipa a intenționat să includă toate DLC-urile single-player în pachet, dar nu a reușit să includă pachetul Pinnacle Station de la Mass Effect, deoarece codul sursă a fost corupt, lucru pe care Walters l-a descris drept „sfâșietor”.
Ca parte a procesului de remasterizare, BioWare a crescut rezoluțiile pentru toate texturile de-a lungul trilogiei, ceea ce a fost realizat prin utilizarea unui program de creștere a inteligenței artificiale și a altor instrumente personalizate. Odată ce aceste actualizări vizuale inițiale au fost finalizate, departamentul de artă a început să lucreze manual asupra activelor, modelelor de personaje și mediilor. După ce a analizat fiecare joc pentru eventualele schimbări, echipa a ajuns la concluzia că anumite unghiuri ale camerei personajelor feminine erau fie gratuite, fie trebuiau îmbunătățite, așa că au continuat cu modificări ale unor fotografii originale. Până în primăvara lui 2020, Ediția Legendară a intrat într-o stare „de bază” în care jocurile erau pe deplin jucabile și prima rundă de îmbunătățiri BioWare a fost implementată. Cu toate acestea, echipa a simțit că originalul Mass Effect rămâne încă în urmă față de celelalte jocuri din punct de vedere vizual, așa că l-au adus pe art directorul original al jocului, Derek Watts, pentru a adăuga noi detalii și efecte. Jocul original a primit, de asemenea, o cantitate semnificativă de actualizări ale gameplay-ului, care au fost făcute pentru a moderniza experiența și pentru a elimina inconsecvențele cu continuările sale. Compilația a fost lansată în producție pe 9 aprilie 2021.

## Lansare
Mass Effect Ediția Legendară a fost anunțată oficial pe 7 noiembrie 2020, cunoscută și sub numele de „Ziua N7”, dată declarată de BioWare ca o sărbătoare anuală a francizei Mass Effect. Compilația a fost lansată pentru Microsoft Windows, Xbox One și PlayStation 4 pe 14 mai 2021. Deși rulează și prezintă îmbunătățiri specifice pe Xbox Series X și PlayStation 5 prin compatibilitate cu versiunea anterioară, BioWare nu are de gând să lanseze versiuni ale Ediției Legendare special pentru acele console. Într-un interviu, Walters a declarat că, deși ar dori să porteze compilația pe Nintendo Switch, acea consolă se afla în afara domeniului de aplicare al proiectului.

## Recepție
Potrivit agregatorului de recenzii Metacritic, versiunile Microsoft Windows și PlayStation 4 ale Ediției Legendare Mass Effect au primit „recenzii favorabile în general”, în timp ce versiunea Xbox One a primit „aclamare universală” de la publicațiile de jocuri video.   
Criticii au considerat în general că primul Mass Effect, care a primit upgrade-uri mai extinse decât continuările sale, a fost îmbunătățit semnificativ în Ediția Legendară. Alyssa Mercante de la GamesRadar+ a spus că modificările aduse jocului au avut ca rezultat o experiență mai modernă și că BioWare a adus cu succes jocul mai în concordanță cu continuările sale, fără a-i diminua farmecul original. Shubhankar Parijat de la GamingBolt a afirmat că remasterizarea a fost una dintre cele mai impresionante pe care le-a văzut, pe care l-a atribuit muncii extinse depuse la active, medii, iluminare și modele de personaje. În schimb, unii critici au considerat că modificările vizuale au mers prea departe și, în cele din urmă, au umbrit starea de spirit și tonul originalului, în timp ce alți critici au considerat că actualizările gameplay-ului nu au mers suficient de departe. 
Recenziatorii au răspuns pozitiv la Mass Effect 2 și Mass Effect 3 în Ediția Legendară, în ciuda faptului că aceste jocuri au primit actualizări relativ minore. Scriind pentru Destructoid, Eric Van Allen a lăudat ajustările aduse sistemului de moralitate din Mass Effect 2, despre care a simțit că făceau jocul să pară mai puțin neiertător. Dan Stapleton de la IGN a spus că îmbunătățirile grafice aduse lui Mass Effect 2 l-au făcut să arate comparabil cu o versiune modernă, cu excepția principală fiind animațiile faciale. În evaluarea sa a Mass Effect 3, Robert Ramsey de la Push Square a remarcat că includerea expansiunilor care nu erau disponibile cu versiunea de bază a jocului a dus la o experiență îmbunătățită semnificativ. În schimb, Jordan Ramée de la GameSpot a criticat compilația pentru că nu a integrat bine DLC-ul în narațiunea generală a jocurilor individuale. 
Ca produs general, Ediția Legendară a primit laude pentru comoditatea, amploarea și conservarea trilogiei Mass Effect. Scriind pentru The Washington Post, Jhaan Elker a recomandat compilația deopotrivă fanilor și noilor veniți, cu calificarea că unii jucători ar putea prefera în continuare versiunea originală a jocurilor cu modificări. Într-o recenzie a performanței pentru Eurogamer, Thomas Morgan a evidențiat ambiția și efortul colecției și a concluzionat că rezultatul final a fost un „salt perfect pentru serie”. În recenzia sa pentru Game Informer, Kimberly Wallace a lăudat trilogia Mass Effect în ansamblu și și-a exprimat recunoștința față de remasterizare pentru că a păstrat atenția asupra seriei și le-a oferit jucătorilor posibilitatea de a juca cu ușurință povestea în forma sa cea mai completă, cu toate DLC-urile incluse. 

### Vânzări
În Regatul Unit, Ediția Legendară a fost cel mai bine vândut joc în săptămâna sa de lansare, care s-a datorat în mare parte vânzărilor digitale. De asemenea, în săptămâna lansării sale, versiunea pentru PC a jocului a avut peste 59.000 de jucători concurenți pe Steam, ceea ce a fost cel mai mare număr de jucători concurenți de până acum pentru un titlu BioWare. Pe PlayStation Store, Ediția Legendară a fost al treilea cel mai vândut joc din Statele Unite și al șaselea cel mai vândut joc din Europa pentru mai 2021. În timpul unui apel către investitori din 4 august 2021, directorul executiv al Electronic Arts, Andrew Wilson, a dezvăluit că jocul a avut performanțe „cu mult peste așteptări”, deși cifrele exacte ale vânzărilor nu au fost dezvăluite. Ediția Legendară a încheiat 2021 ca una dintre cele 12 versiuni noi ale anului cu cele mai vândute 12 pe Steam. Potrivit The NPD Group, Ediția Legendară a fost al 19-lea cel mai bine vândut joc pe PlayStation și al 12-lea cel mai bine vândut joc pe Xbox din 2021.